# Predsjednik Mađarske
Predsjednik Mađarske (mađarski: Magyarország köztársasági elnöke, államelnök ili államfő) je šef mađarske države. Ima uglavnom ceremonijalnu ulogu, ali može također staviti veto na zakone ili poslati zakon na razmatranje Ustavnom sudu. Većina drugih izvršnih ovlasti, kao što je odabir vladinih ministara i vodećih zakonodavnih inicijativa, umjesto toga pripadaju uredu premijera.
Ustav Mađarske propisuje da Narodna skupština (Országgyűlés) bira predsjednika Republike na mandat od pet godina, koji se može obnoviti samo jednom.

## Neovisnost funkcije
Prema članku 12. stavku 2. Ustava, predsjednik, pri obavljanju svoje funkcije, ne može vršiti "javnu, političku, ekonomsku ili društvenu funkciju ili misiju". Oni ne smiju sudjelovati u "bilo kojoj drugoj plaćenoj profesionalnoj djelatnosti i ne mogu primati naknadu za bilo koju drugu aktivnost, osim aktivnosti koje podliježu autorskim pravima".

## Uvjet za kandidaturu
Prema članku 10, mađarski državljanin u dobi od najmanje 35 godina može biti izabran za predsjednika.

## Dosadašnji predsjednici
- Mátyás Szűrös, 1989. – 1990.
- Árpád Göncz, 1990. – 2000.
- Ferenc Mádl, 2000. – 2005.
- László Sólyom, 2005. – 2010.
- Pál Schmitt, 2010. – 2012.
- László Kövér (privremeno) 2012.
- János Áder, 2012. – 2017.; 2017. – 2022.
- Katalin Novák, 2022. – 2024.
- László Kövér (privremeno) 2024.
- Tamás Sulyok 2024. –